# Cryptodesmus laceratus
Cryptodesmus laceratus är en mångfotingart som beskrevs av Henri W. Brölemann 1898. Cryptodesmus laceratus ingår i släktet Cryptodesmus och familjen Cryptodesmidae. Inga underarter finns listade i Catalogue of Life.